# Пари Нижни Новгород
„Пари́ Ни́жний Но́вгород“ е руски футболен клуб от едноименния град, основан на 1 юни 2015 година, играещ в Премиер лигата. До 10 юни 2022-ра носи името „Нижни Новгород“, а по рано – „Олимпиец“ и „Волга-Олимпиец“.
На 10 юни 2022 г. става известно, че клубът се преименува в „Пари Нижни Новгород“ след спонсорско съглашение с букмейкърската кантора „Парибет“. По информация на РБ Спорт, размерът на заплащането е 450 милиона рубли ежегодно, което се явява най-скъпия букмейкърски договор сред клубовете в РПЛ.

## Стадион
В Първенството на ПФЛ отборът играе на стадионите „Северен“ (2015/16) и „Локомотив“ (2016/17). Във връзка с ремонта и подготовката за Световното първенство по футбол 2018, „Локомотив“ е тренировъчен стадион, а сезонът 2017/18 във ФНЛ отборът играе в Дзержинск на стадион „Химик“, само в три домакински срещи (срещу „Зенит-2“ – 0:1, „Ротор “ – 1:0 и „Луч-Енергия“ – 1:0) играе на новия стадион „Нижни Новгород“, на който играе домакинските си мачове от сезон 2018/19.

## Предишни имена
| Години      | Име                    |
| ----------- | ---------------------- |
| 2015 – 2016 | „Волга-Олимпиец“       |
| 2016– 2018  | „Олимпиец“             |
| 2018– 2022  | „Нижни Новгород“       |
| 2022 -      | „Пари Нижний Новгород“ |

## Успехи
ФНЛ: (2 ниво)
- Бронзов медалист (1): 2020/21

ПФЛ (зона „Урал-Приволжие“): (3 ниво)
- Шампион (1): 2016/17
- Бронзов медалист (1): 2015/16

Купа на Русия:
- 1/8 финал (4): 2017/18, 2018/19, 2019/20, 2021/22

## Клубни рекорди
Най-големи победи
- „Олимпиец “— „Динамо“ (Киров) – 7:0 (03.09.2016)

Най-големи загуби
- „Носта“ (Новотроицк) – „Волга-Олимпиец “— 4:0 (13.05.2016)
- „Шинник“ (Ярославъл) – „Олимпиец “— 4:0 (25.10.2017)
- „Зенит“ (Санкт Петербург) – „Нижни Новгород“ – 5:1 (19.11.2021)

## Български футболисти
- Матео Стаматов: 2023... - (34 мача - 0 гола...)